# 哈菲茲·艾哈邁德帕夏
哈菲茲·艾哈邁德帕夏（土耳其語：Hafız Ahmed Paşa，1564年—1632年2月10日），也被稱為穆安津札德（亦即宣禮員之子），奥斯曼帝國的政治家，出身於波馬克人家庭一名宣禮員的兒子，十五歲時前往伊斯坦堡於蘇丹宮中服務，從1609年起，他先後擔任大馬士革省、凡城省、埃尔祖鲁姆省、巴格達省、與其他安納托利亞省分的總督
他曾兩度擔任大維齊爾的職位，最終死於1632年一場耶尼切里军团發動欲推翻穆拉德四世的暴動中。